# Gulbrynad kamaroptera
Gulbrynad kamaroptera (Camaroptera superciliaris) är en fågel i familjen cistikolor inom ordningen tättingar.

## Utbredning och systematik
Fågeln förekommer från Guinea och Sierra Leone till Kongo-Kinshasa, Uganda och nordvästra Angola. Den behandlas som monotypisk, det vill säga att den inte delas in i några underarter.

## Status och hot
Arten har ett stort utbredningsområde, men tros minska i antal, dock inte tillräckligt kraftigt för att den ska betraktas som hotad. Internationella naturvårdsunionen IUCN listar arten som livskraftig (LC).